# 東海大学丸二世
東海大学丸二世（とうかいだいがくまる2せい）は、東海大学が保有していた海洋調査実習船。

## 概要
東海大学丸の代船として石川島播磨重工業東京第二工場で建造され、1968年1月に就航した。同年3月、第1回海外研修航海を実施、那覇 - 台湾 - 香港 - タイ王国 - フィリピン - 小笠原諸島を訪問した。
その後、海洋調査・実習、海外研修航海、戦没者遺骨収集などに活躍したが、1993年、望星丸 (3代)の就航により引退した。
東海大学の練習船として初の新造船であったことから、1995年より東海大学海洋科学博物館で陸上保存されていたが、老朽化により2016年12月より解体された。

## 設計
竣工時はアンチローリングタンクが設けられていたが、設置位置が船体上部で左右のタンクの間隔が狭いため荒天時に機能せず、第3回定期検査の際に撤去された。